# Порфирій Боднар
Порфирій Боднар (1880, с. Торгів, нині Золочівського району Львівської області — 24 червня 1958, м. Мондер) — священник УГКЦ, чернець ЧСВВ, капелан Української галицької армії.

## Життєпис
Народився у с. Торгів Золочівського повіту, нині Золочівському районі Львівської області, Україна. Батьки — Теодор Боднар і його дружина Анна з роду Наливайків.
Закінчив Народну школу у Торгові, навчався у Золочівській гімназії. У січні 1899 р. поїхав до Добромиля і просив прийняти його до місцевого монастиря оо. Василіян. Філософські студії закінчив у монастирі Лаврова.
В 1907 р. настоятелі Василіян вислали його на теологічні студії в університет Інсбрука, де студіювали в тому часі майбутній Митрополит США Костянтин Богачевський, отець-доктор Мирон Горникевич (довголітній парох у Відні), Гнат Цегельський, з оо. Василіян — о. Яким Фещак, о. Мирон Кривуцький і інші. У 1909 р. одержав св. Тайну Священства в Інсбруці.
В 1910 р. в часі канікул відвідав майже цілу Італію, був на аудієнції у Папи Пія X. Оскільки студіював мистецтво, то одержав від італійського міністерства дозвіл на вільний вступ до всіх державних музеїв для відвідування.
В 1911 р. захворів на нерви, спеціаліст лікар радив йому виїхати до Фіюме (Хорватія) на лікування. Він випросив у своїх настоятелів дозволу виїхати до Галичини і був висланий до Бучача, де служив. Потім переїхав до Крехова, де вчив монахів латинської мови та всесвітньої й української історії.
В 191… р. перейшов знову до Бучача, де працював у Місійному Інституті імені святого Йосафата, служив у церкві, проводив реколекції для прихожан, для монастирських домів і для сестер Служебниць у Станиславові.
В серпні 1914 р. була проголошена мобілізація і почалась Перша світова війна. Галичину захопили російські окупанти. В Місійному Інституті находилось багато поранених і хворих. Монахи-священики обслуговували не тільки своїх хворих і полонених, але і російські військові його просили про сповідь (висповідати їх).
У 1916 р. переїхав до Краснопущі. У квітні 1916 р. Митрополичий Ординаріят призначив його служити адміністратором парохії Дунаїва. У воєнні часи 1914—1920 р. він висповідав коло 74 тисячі військових і цивільних (поранених та хворих на тиф). Під час капеланського служіння над хворими він спостерігав, що 74 % у шпиталі умирало швидко, бо запізно або зовсім не мали святих Тайн і Єлеопомазання. Служив він поруч з капеланами Якимом Фещаком, та його заступником С. Дяковичем. Юзеф Галлер видав наказ про його арешт та інших (більше 30-ти осіб) в Жовкві, всіх у Крехові, всіх «петлюрівців» зі звинуваченням як «середовища української культури» — перевезено його було до Львова. Де він служив серед ув'язнених хворих на краснуху та тиф у 1919 р. За його спостереженням, Армія Галлера чинила етнічну чистку, арештовувала вибірково й виключно «сметанку» українського народу — соціологічно еліту нації, тобто освічених, розумних, талановитих, прирікала їх на смерть, ув'язнюючи в бараки з хворими на тиф. Особливу увагу заслуговують його свідчення в спогадах про дотримання моральних якостей християн католиками—поляками та православними—росіянами під час військового конфлікту.
У січні 1920 р. із м. Варшави отримав офіційну номінацію в ранг капітана на посаді капелана. Отримав маршрут капеланського служіння серед полонених — Варшава, Рівне, Берестя, Ковель, Радивилів, пінські ліси тощо. І домігся отримати документи для права не носити військову форму — лише церковний одяг. Згодом повернувся до Львова — служив у лікарнях і таборах.
У січні 1922 р. церковний уряд його перевів до Перемишля. Потім його відіслали у Канаду. Служив серед фермерів у Мондері, навчав латинської мови й історії ченців монастиря Василіян, давав реколекції і вів місії.
Помер у Мондері провінції Альберта (Канада).